# JPタワー大阪
JPタワー大阪（ジェイピータワーおおさか）は、大阪市北区梅田三丁目（大阪駅前）にある複合商業施設・超高層ビル。高さ188.00メートル、地上39階・地下3階建てで、2024年3月12日の竣工を経て、同年7月31日にイノゲート大阪とともに開業した。
大阪駅の駅ビルであり世界最大の駅ビルである大阪ステーションシティの一部を構成している。

## 概要
日本郵政・JR西日本のグループ会社とJTBが大阪駅西地区（大阪中央郵便局旧局舎の跡地を含む西梅田エリア）で推進している再開発計画「梅田3丁目計画」の一環として建設された。「JPタワー大阪」という名称には、日本郵政グループが東京と名古屋のターミナル駅前で「JPタワー」「JPタワー名古屋」を既に運営していることを背景に、「JPタワーとして既に展開している東京、名古屋に続く物件として多くのお客さまにご利用いただきたい」「大阪駅西地区のランドマークとして多くのオフィスワーカーや地域の方々から愛される施設を目指したい」という想いが込められている。
当ビルの所在する梅田地区は、大阪国際空港（伊丹空港）から直線距離にして10キロメートル程度しか離れていないため、航空法が定める制限表面（円錐表面）の区域に含まれている。このような事情から地区内の建物の高さに「180メートル前後」という上限が設けられているため、当ビルの高さ（188メートル）は地区内の建物でトップクラスに当たる。
また、梅田地区では当ビルのグランドオープンを前に、歩行者が当ビルと周辺の施設（大阪駅など）を短時間で往来できる連絡通路網（歩行者ネットワーク）を整備。当ビルではオフィスフロアの供用を2023年11月1日に開始したため、当ビルと大阪駅の連絡橋口改札（サウスゲートビルディング）をつなぐ歩行者デッキおよび、当ビルと「ガーデンアベニュー」（西梅田地区に所在するオオサカガーデンシティの地下歩行者通路）をつなぐ連絡通路が同日から利用できるようになった。2024年には、当ビルの地上1階フロアと大阪駅の「西口改札」（JR西日本が2023年3月18日のうめきたエリア開業に合わせて新設）をつなぐ通路や、当時やはり建設中だった『イノゲート大阪』（当ビル北側にある高さ約120メートルの超高層ビル、7月31日に同時開業）との連絡通路を開通させることが告知された。
2024年7月29日に大阪中央郵便局およびゆうちょ銀行大阪支店が当ビルに移転し営業を開始。その2日後の7月31日に商業施設のKITTE大阪が営業を開始し、JPタワー大阪全体もグランドオープンした。

## 建物
下記は「建築計画のお知らせ」等による。
- 建築物の名称 - 梅田3丁目計画（仮称）建設工事
- 所在地（地名地番） - 大阪市北区梅田三丁目144番2,529番1,529番3,535番2
- 所在地（住居表示） - 大阪市北区梅田三丁目2番2号
- 構造 - 鉄骨造、一部鉄筋コンクリート造・鉄骨鉄筋コンクリート造
- 階数 - 地上39階、地下3階、塔屋2階
- 建物高さ - 188.00 m
- 敷地面積 - 12,920 m²
- 建築面積 - 9,800 m²
- 延床面積 - 227,000 m²（うち、オフィス 68,000 m²、商業施設 16,000 m²）
- エレベーター数 - 42基以上（うち38基はフジテック製[10]）
- エスカレーター数 - 38基[10]
- 建築主 - 日本郵便株式会社・大阪ターミナルビル株式会社（現・JR西日本ステーションシティ株式会社）・株式会社JTB
- 設計者 - 株式会社日建設計一級建築士事務所
- 施工者 - 梅田3丁目計画（仮称）建設工事共同企業体（竹中工務店・西松建設・錢高組）
- 所有者 - 日本郵政不動産株式会社[11]
- 管理運営者 - JPビルマネジメント株式会社（日本郵政不動産の子会社）[12]
- 着工 - 2020年9月30日
- 竣工 - 2024年3月12日
- グランドオープン - 2024年7月31日

### 事業継続計画
BCP対応として、建築物には制震構造を採用し、地震の揺れを軽減する制振装置を各階に設置し、震度6強の地震に対しても安全性を発揮するJSCA基準耐震グレード「上級」を取得している。また、電力供給に3回線スポットネットワーク受電方式を採用し、変電所からの電力を3回線で受電する。このため、送電系統のトラブル等で1回線が機能しなくなった場合でも、他の2回線から電力供給が行われるので停電リスクが低減されるほか、万が一の停電時には非常用発電機により共用部の照明や避難防災設備等に対して最大72時間の電力供給が行われる。

### フロア構成
各階の構成は次の通り。
- 39階：機械室

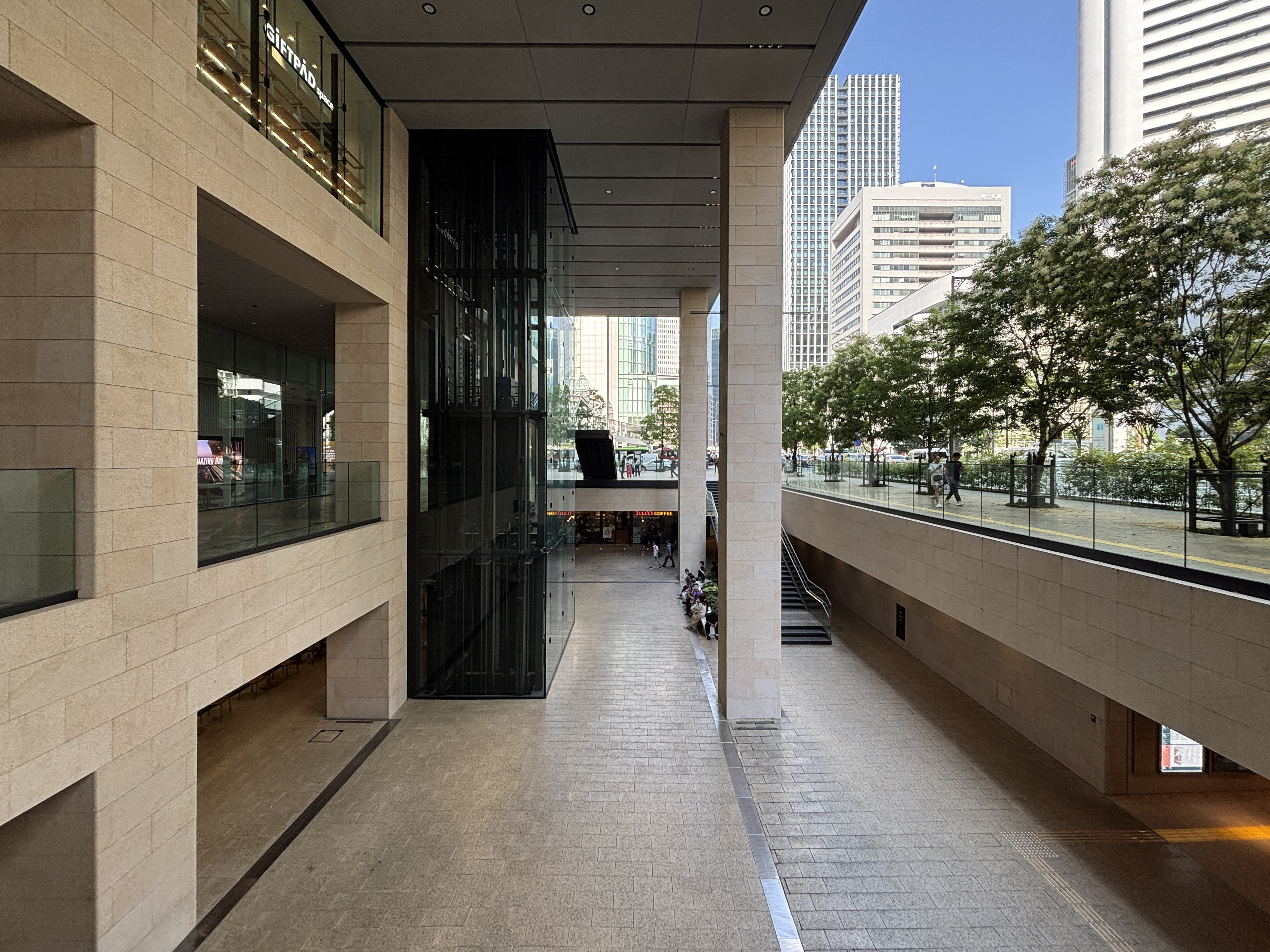
南東角多目的広場

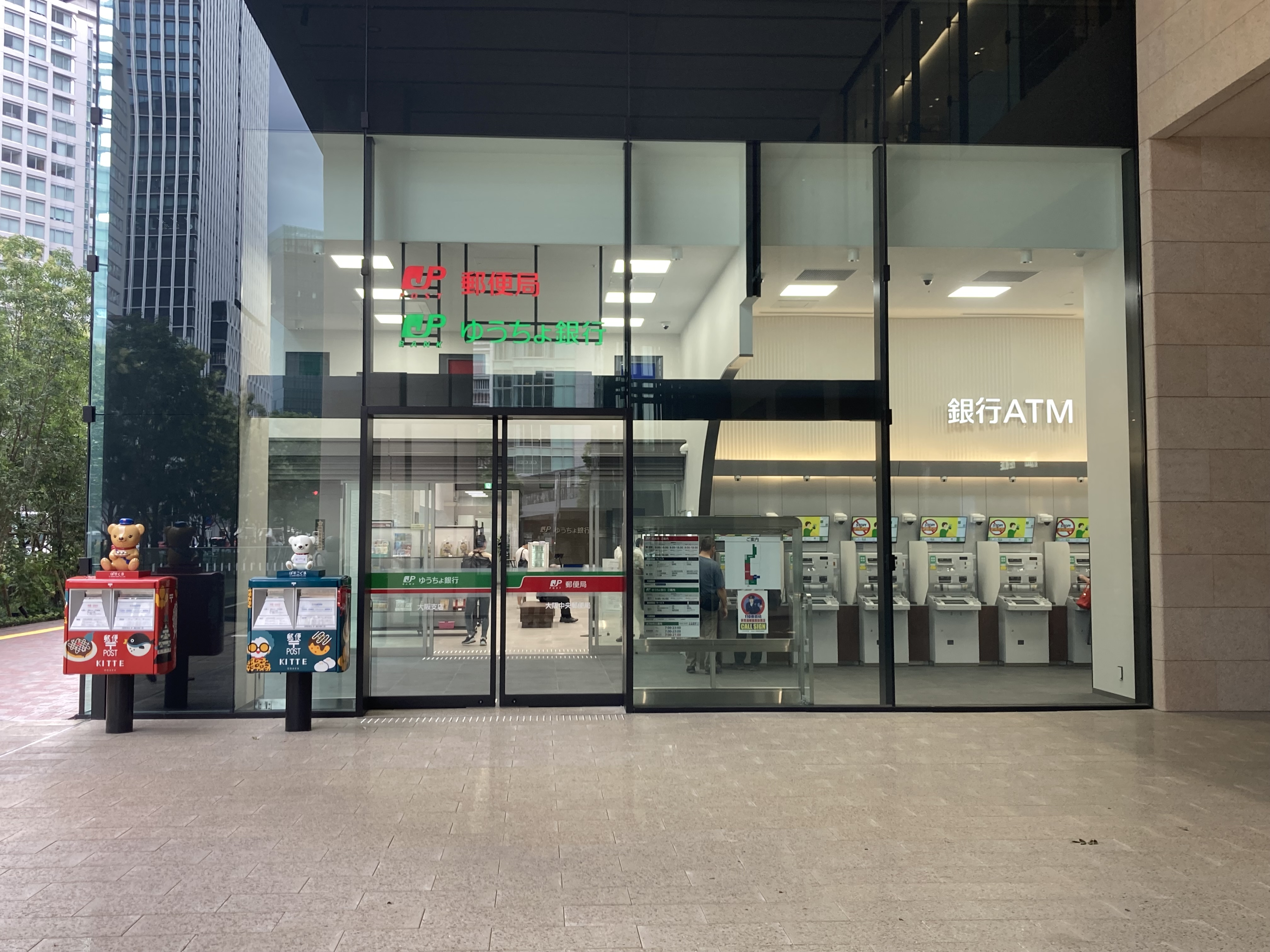
JPタワー大阪1階に入居する大阪中央郵便局

- 29-38階：ホテル「THE OSAKA STATION HOTEL, Autograph Collection」
- 28階：機械室
- 11-27階：オフィス
- 10階：機械室
- 8-9階／17階：オフィスサポート（9階：オフィスロビー）
- 7階：ホテルバンケット
- 6階：劇場「SkyシアターMBS」
- 6階-地下1階：商業施設「KITTE大阪」
- 地下1階：駐輪場
- 地下2階-3階：駐車場

### 商業施設

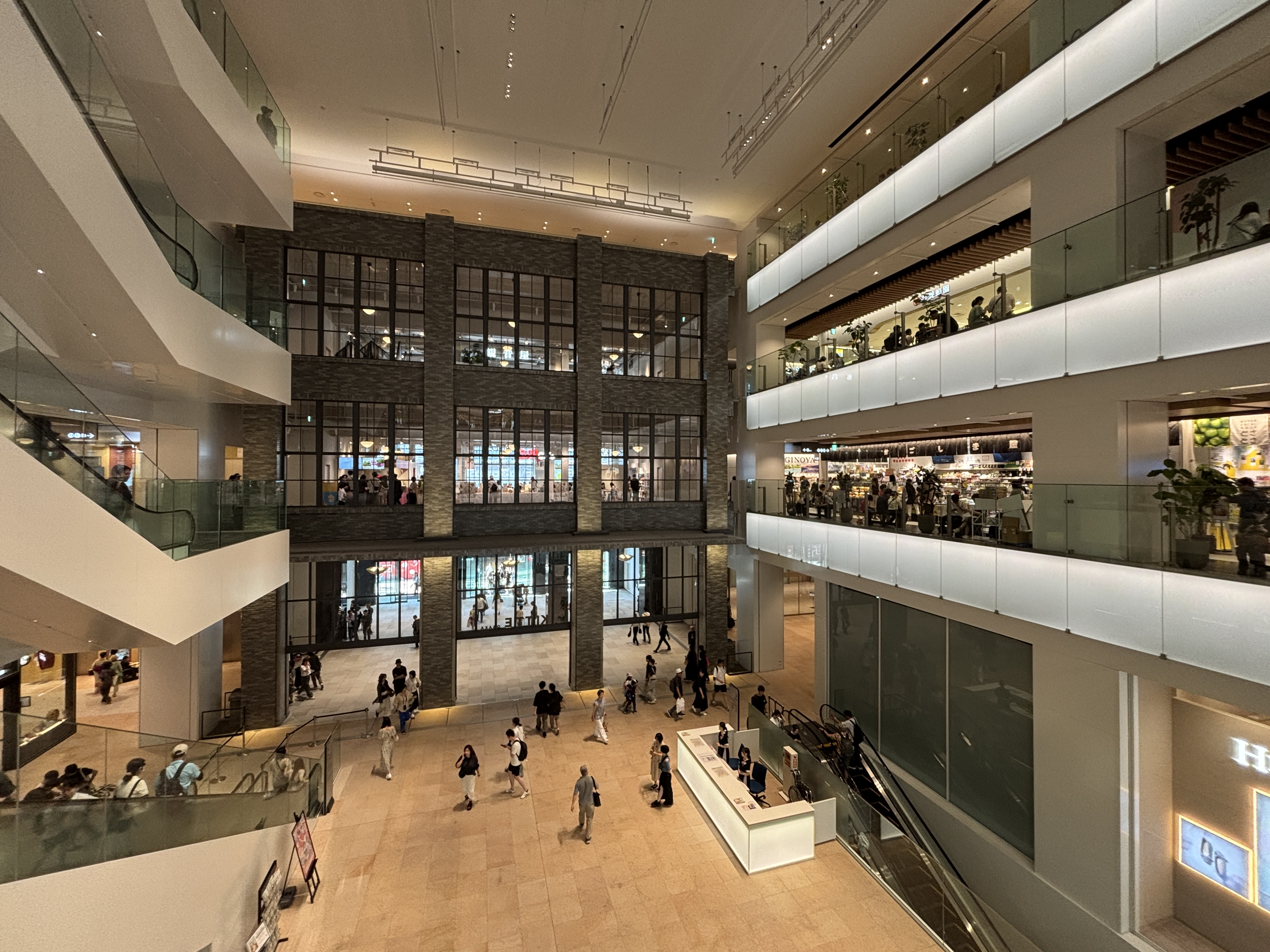
保存された旧大阪中央郵便局舎の正面部分

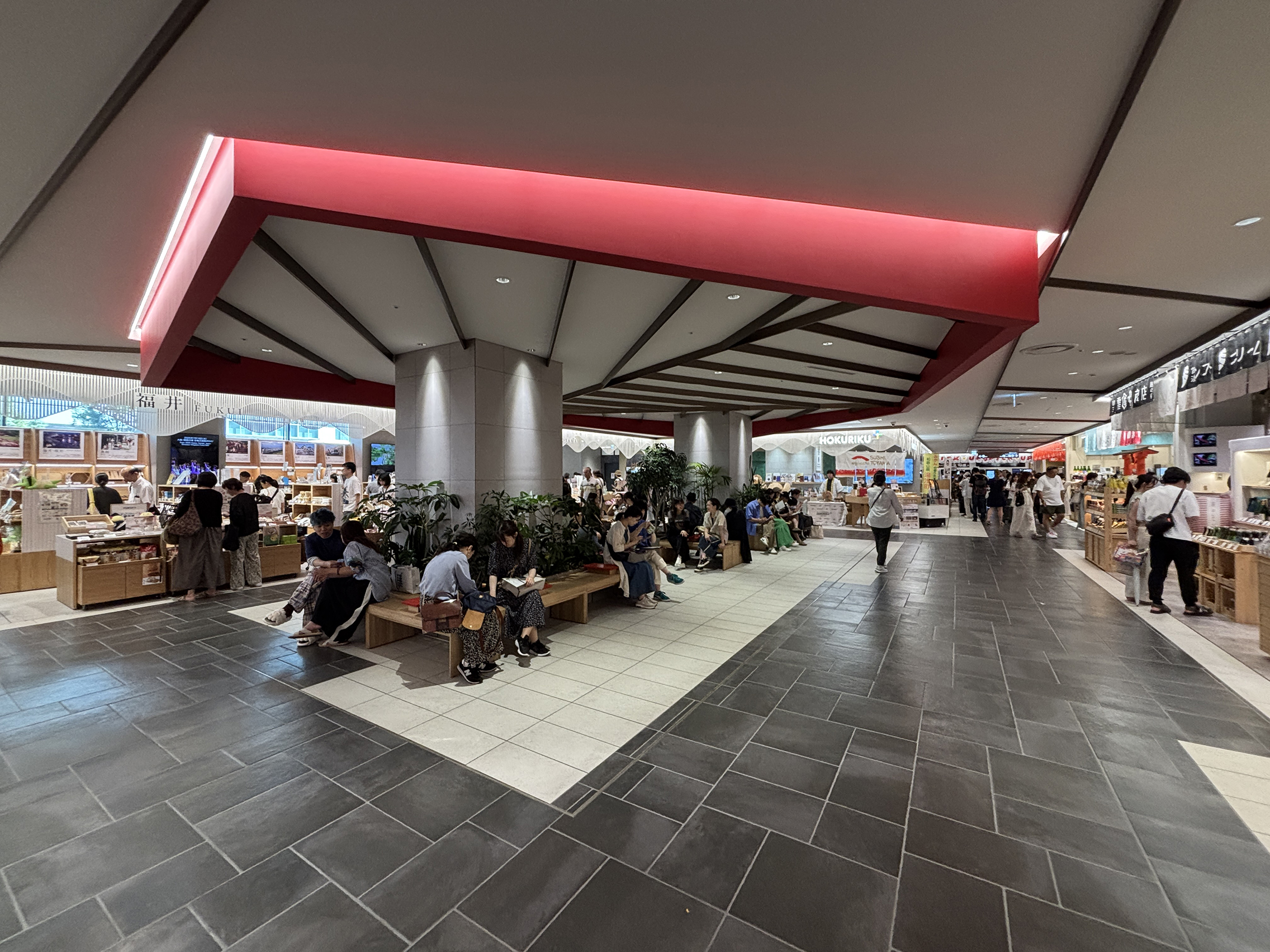
2階「Feel JAPAN Journey」

日本郵便が手掛ける「KITTE」ブランドでは全国で4ヶ所目（近畿地方では初めて）の商業施設「KITTE大阪」（キッテおおさか）が、地下1階 - 地上6階のフロアに計107店舗が入居。1階には旧大阪中央郵便局の正面部分（一部）を保存・移設した空間が設けられる。
1階のアトリウムに設置されたシンボルモニュメントは、大阪芸術大学デザイン学科とのコラボレーションにより制作されたもので、グランドオープンの際にお披露目された。モニュメントのコンセプトは「結び」で、人と人をつなげ、良縁を結ぶことの象徴として水引をモチーフにしている。
また、大阪府出身の坂東祐大とアイナ・ジ・エンドがKITTE大阪のテーマソング「創造」を制作した。JPタワー大阪とKITTE大阪のコンセプトムービー、グランドオープン記念のCM、楽曲制作・CM撮影のメイキング動画、ミュージック・ビデオがYouTubeで公開されている。

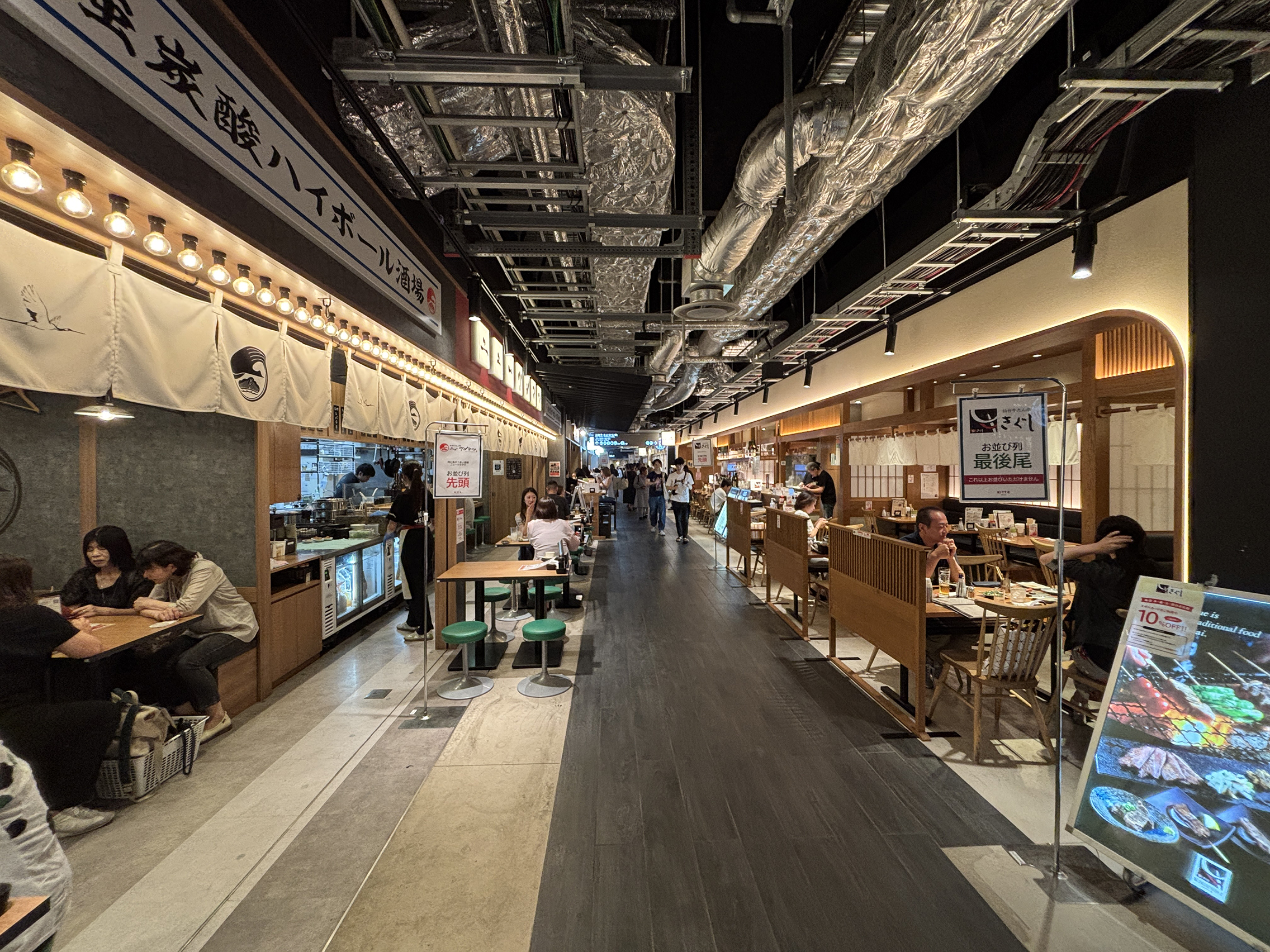
B1階うめよこ
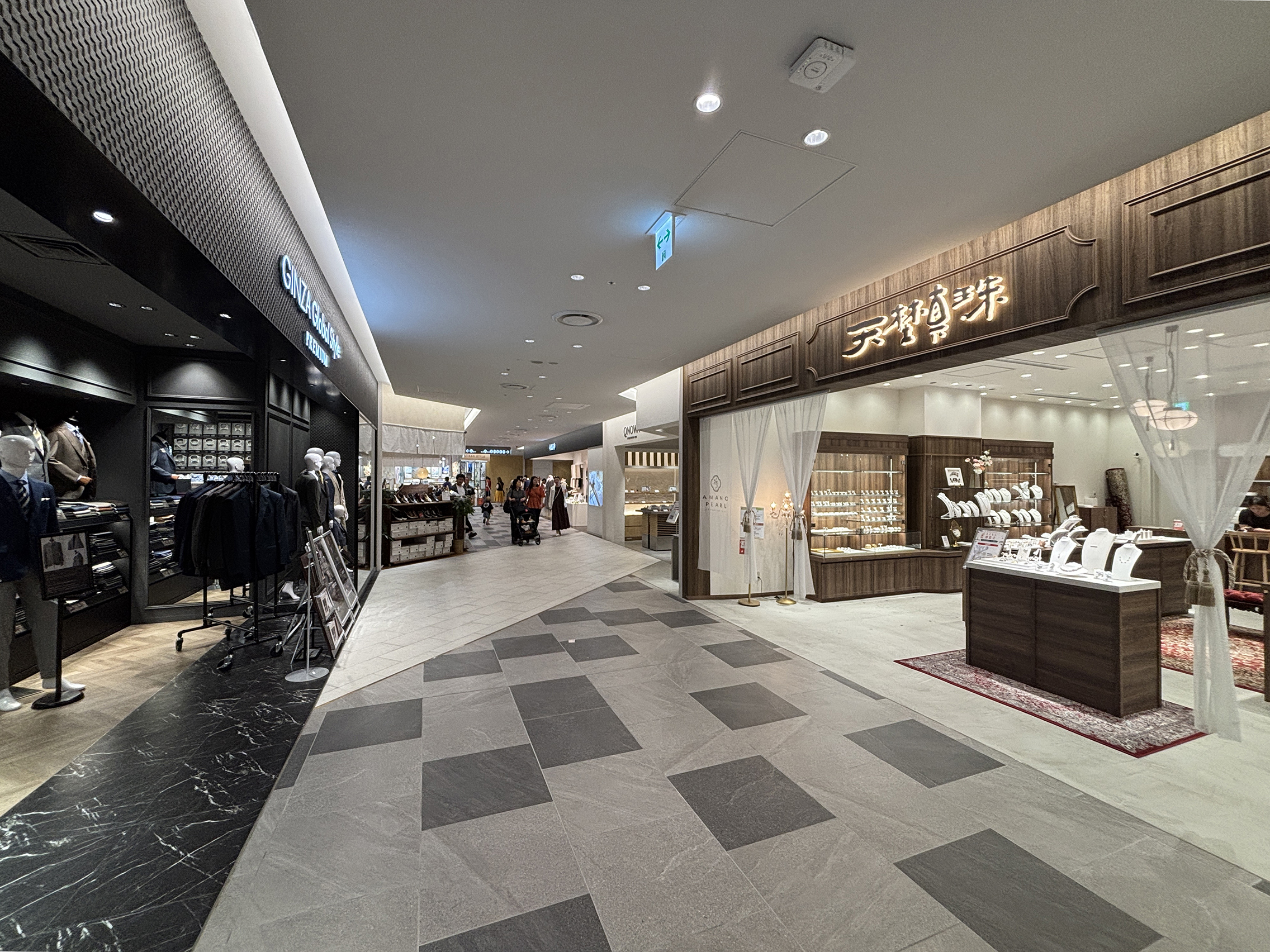
3階
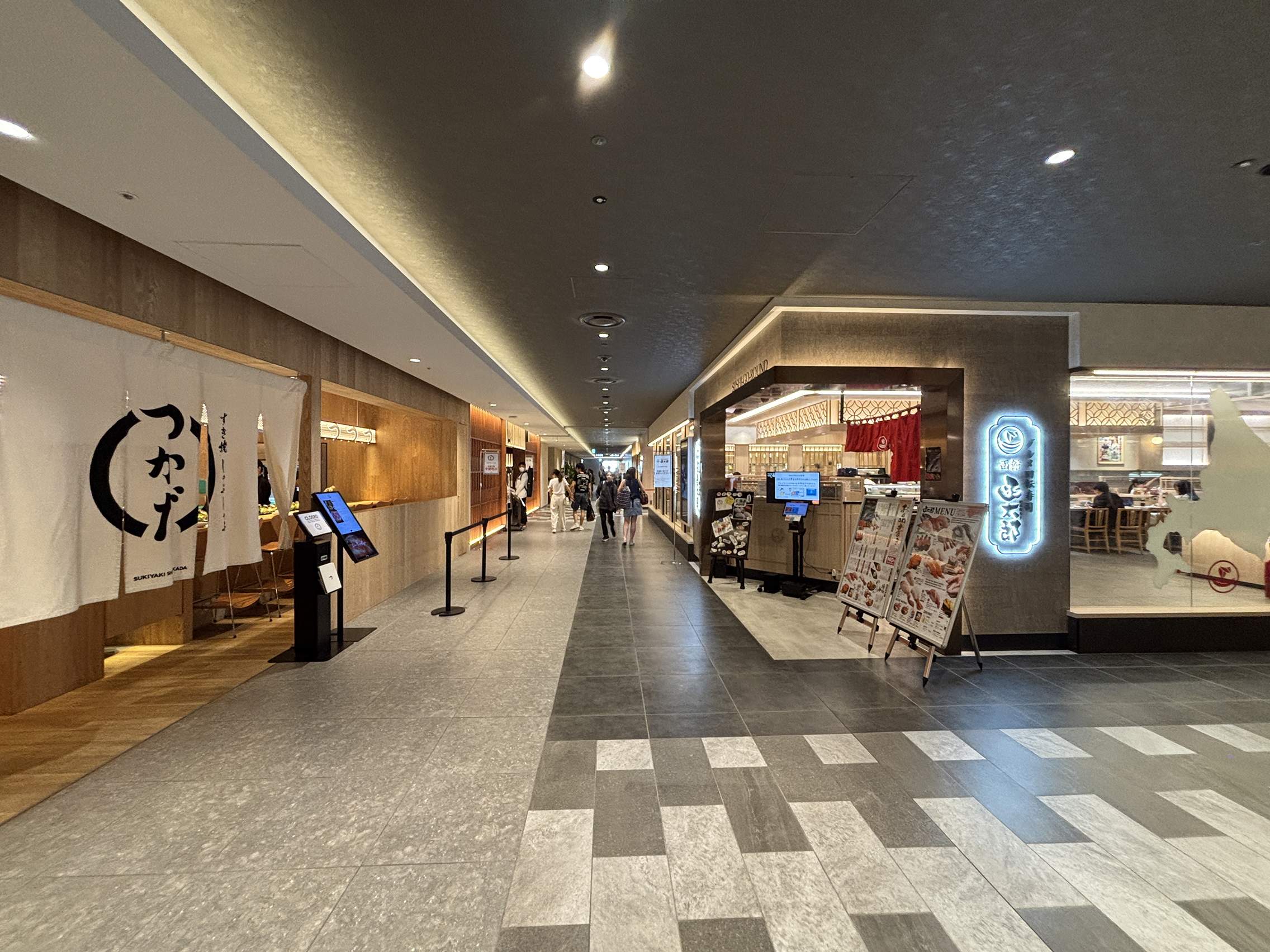
4階
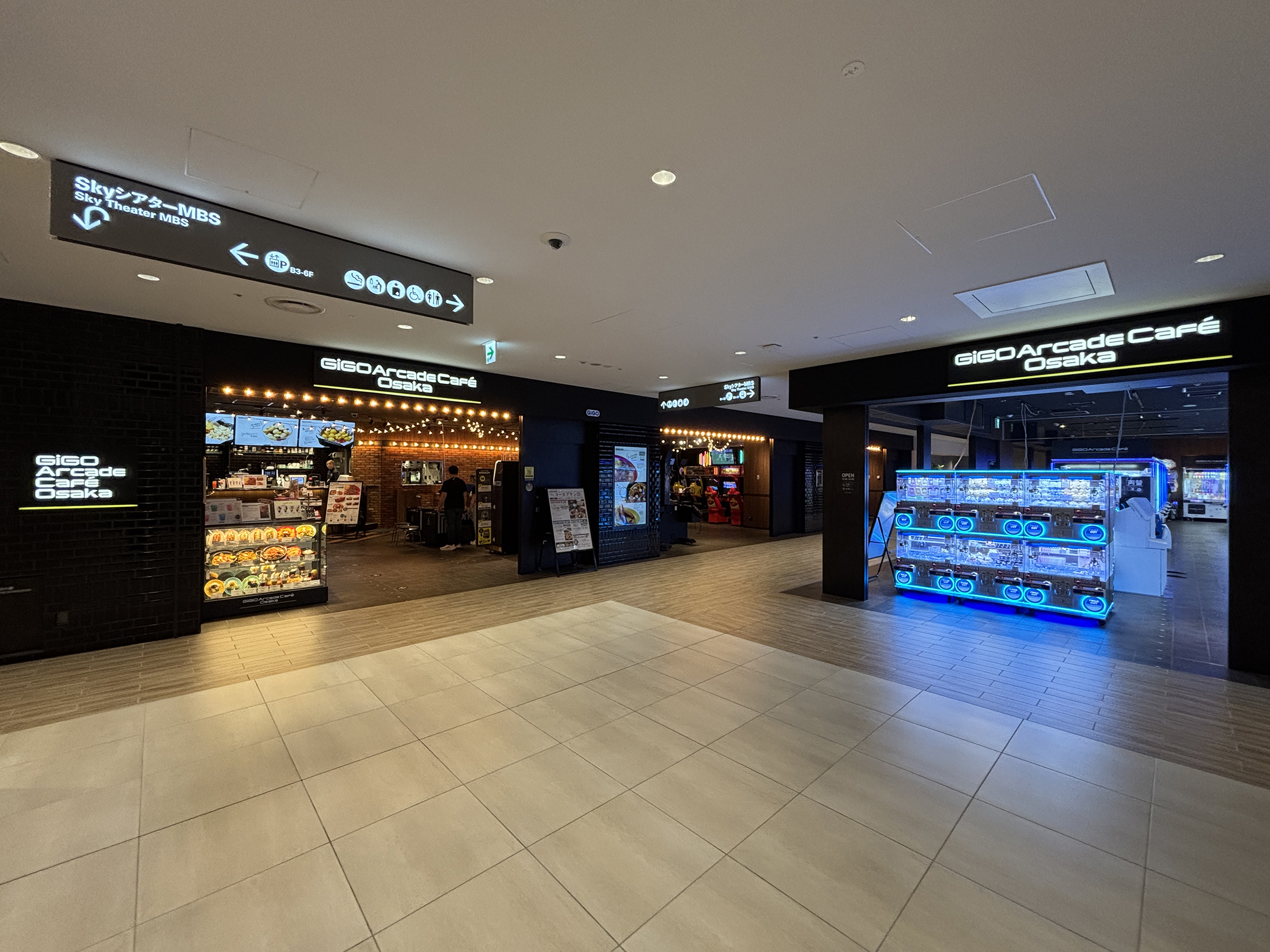
6階

### 劇場
また、5 - 8階のフロアの一部を劇場に充当。総座席数はおよそ1,200席で、MBSライブエンターテインメントに対する運営業務の委託・Sky株式会社による施設命名権（ネーミングライツ）の取得などを経て、「SkyシアターMBS」という名称で2024年3月27日から営業している（こけら落とし公演は『舞台 中村仲蔵』）。

### ホテル
7・8階および、29 - 38階のフロアは、株式会社ジェイアール西日本ホテル開発が運営する「THE OSAKA STATION HOTEL, Autograph Collection」（大阪ステーションホテル、オートグラフ コレクション）に充てられている。このホテルは、マリオットホテルグループのオートグラフコレクションに加盟。客室の総数は418室で、当施設開業と同日の2024年7月31日に開業した。

### オフィス
他のフロアに先駆けて2023年11月から供用されている「オフィスフロア」は、オフィス（事務所）としての利用を想定した賃貸フロアで、11 - 27階の「中層部」（長辺109.2メートル×短辺54.4メートル）に設定。基準階のフロアにおける貸室（整形無柱空間）の総面積は、「オフィス空間としては西日本最大級」とされる約4,000平方メートル（約1,200坪）で、「ビジネスサポートフロア」（8・9・17階）、「共用会議室」やオフィスワーカーのリラックスに資する施設（屋上庭園、ダイニング&カフェテリア、サウナ、フィットネスルーム）も併設されている。ちなみに「中層部」はカタカナの「ロ」の字に似た平面で、上記の共用施設を中央部に集約。ただし、南東側と北西側は「高層部」より若干張り出している。
なお、オフィス向けのセキュリティ入退館システムとして、専有部に通じるエレベーター前にクラウド型セキュリティゲートシステム「ゲートチェックイン」を設置。来訪者はテナント企業からメールで送付されたQRコードを表示することでセキュリティゲートの通過が可能となる。

#### 主な入居企業
- ストライク大阪オフィス（2023年11月13日[23]）
- MonotaRO（モノタロウ）本社（2023年11月20日[24]）
- 喜望大地本社（2024年5月7日[25]）
- L is B関西支社（2024年5月13日[26]）
- 東洋新薬大阪支店（2024年7月1日[27]）
- マネジメントソリューションズ関西支社（2024年7月1日[28]）
- ピー・シー・エー大阪支店（2024年7月22日[29]）
- TOKUSHUKAI INTERNATIONAL Medical Check-up OSAKA（TIMC OSAKA）（2024年8月1日[30]）
- 大阪特殊合金本社（2024年10月28日[31]）
- 合同製鐵本社（2024年12月2日[32][33]）
- 全国健康保険協会大阪支部（2025年1月14日[34]）
- 大阪ソーダ本社（2025年8月移転予定[35]）
- 日本郵政不動産大阪営業所[36]
- スタイル・フリー大阪支社[37]

## アクセス
以下は公式サイトのオフィス紹介ページ「ACCESS」による。
- JR大阪駅西口改札（貫通通路）と直結 - 東海道本線（JR神戸線・JR京都線）／大阪環状線／福知山線（JR宝塚線）／桜島線（JRゆめ咲線）／関西本線（大和路線）／阪和線（関西空港線）
- JR大阪駅連絡橋口改札（サウスゲートビルディング）と歩行者デッキで直結
- Osaka Metro四つ橋線西梅田駅徒歩2分（約110m）、阪神本線大阪梅田駅徒歩2分（約150m）、JR東西線北新地駅徒歩5分（約400m）、Osaka Metro谷町線東梅田駅徒歩7分（約530m）
  - いずれも西梅田地下歩行者通路「ガーデンアベニュー」で連絡